# Марія Летиція Бонапарт

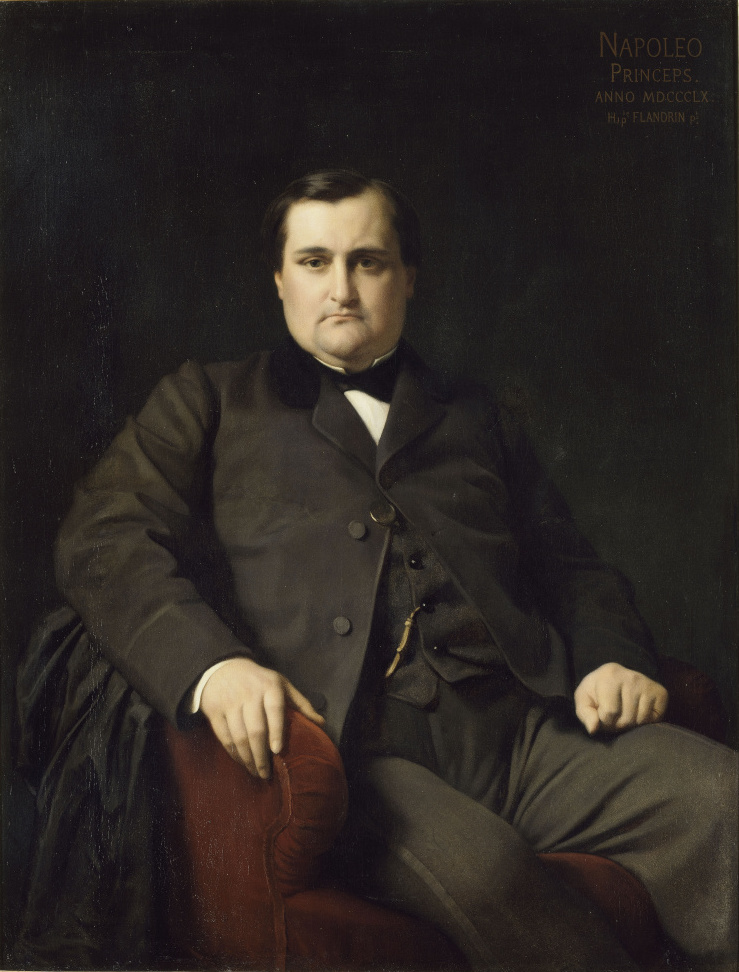
Принц Наполеон Жозеф, батько принцеси.

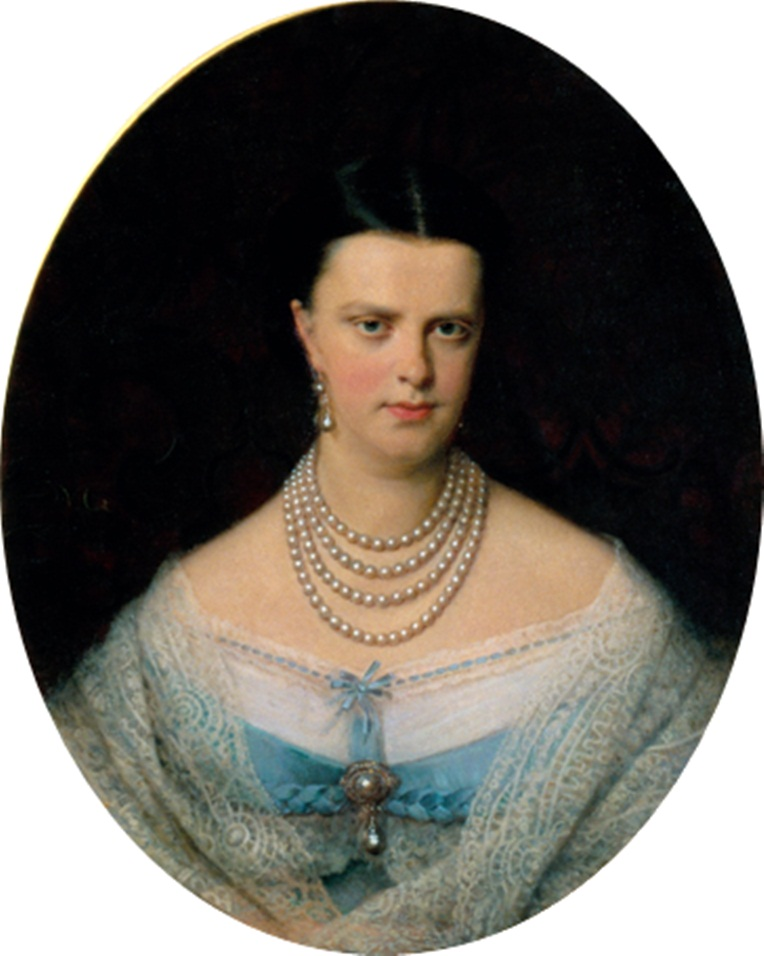
Клотільда Савойська, мати принцеси.

Марія Летиція Бонапарт (Marie Laetitia Eugénie Catherine Adélaïde, 20 листопада 1866, Париж, Друга імперія — 25 жовтня 1926, Монкальєрі) — французька принцеса з родини Бонапартів, дочка принца Наполеона Жозефа Бонапарта та його дружини Клотільди Савойської, після шлюбу стала герцогинею Аостською, дружиною Амедео, герцога Аостського, колишнього короля Іспанії.

## Родина та раннє життя
Бітьком Марії Летиції був французький принц Наполеон Жозеф, племінник імператора французів Наполеона III. Її мати принцеса Клотільда Савойська була дочкою італійського короля Віктора Емануїла II та його дружини Адельгейди Австрійської. Марія Летиція була двоюрідною сестрою королеви Португалії Марії Пії і короля Італії Умберто I.
Принцеса народилася у Парижі 20 листопада 1866 року. Своє дитинство вона провела у Парижі та Римі разом з братами Віктором та Наполеоном-Луї. Після падіння Французької імперії сім'я проживала у Швейцарії.
В юності принцеса відрізнялася рідкісною красою і її часто порівнювали з сестрами імператора Наполеона I.

## Шлюб
Чоловіком Марії став її дядько по материнській лінії, принц Амедео, герцог Аостський, який був раніше королем Іспанії. Оголошення про заручини викликало обурення Папи Римського, який був проти шлюбу племінниці та дядька, який був на 22 роки старший нареченої. Все ж дозвіл було отримано.
Пара одружилася у 1888 році у Королівському палаці в Турині. На весіллі були присутні багато членів родини Савойя та Бонапартів. Марія Летиція було другою дружиною свого чоловіка. Перша дружина принца померла у 1876 році. Цей шлюб допоміг Бонапартам знову підняти свій престиж в Європі.
Пара стала проживати в Турині, де у них народився єдиний син принц Умберто, граф Салемі (1889—1918). Її чоловік помер через рік після весілля. Марія Летиція більше не виходила заміж. Її син загинув у боях Першої світової війни у 1918 році. Протягом решти життя вона підтримувала відкриті та скандальні стосунки з військовим, який був на двадцять років її молодше. Принцеса померла 26 жовтня 1926 року, залишивши все своє майно своєму молодому коханцю.

## Титули
- 20 листопада 1866 — 11 вересня 1888: Її Імператорська Високість Марія Летиція Бонапарт, принцеса Франції.
- 11 вересня 1888 — 18 січня 1890: Її Імператорська та Королівська Високість Герцогиня Аостська.
- 18 січня 1890 — 26 жовтня 1926: Її Імператорська та Королівська Високість Вдова-герцогиня Аостська.